# Canthochilum nebulonemi
Canthochilum nebulonemi là một loài bọ cánh cứng trong họ Bọ hung (Scarabaeidae).